# ノンポリ
ノンポリは、英語の「nonpolitical(ノンポリティカル)」の略で、政治運動に関心が無いこと、あるいは関心が無い人。そのような集団をノンポリ層とも呼ぶ。
東大紛争・日大紛争が始まった1968年（昭和43年）の流行語として挙げられ、元は1960 - 70年代の日本の学生運動に参加しなかった学生を指す用語である。政治にまったく興味を持たなかった人だけではなく、政治問題に関心はあるものの、次第にセクト化・過激化していった学生運動を嫌い、特定の党派に属することを拒否した人々（ノンセクト・ラジカル）なども含まれていた。
また、無党派の中の消極的無党派をノンポリと呼ぶことがある。